# Berezivka, Bârzula
Berezivka (în ucraineană Березівка) este un sat în comuna Balta din raionul Bârzula, regiunea Odesa, Ucraina.

## Demografie
Componența lingvistică a localității Berezivka
     Ucraineană (86,97%)
     Română (8,43%)
     Rusă (4,21%)
     Alte limbi (0,38%)
Conform recensământului din 2001, majoritatea populației localității Berezivka era vorbitoare de ucraineană (86,97%), existând în minoritate și vorbitori de română (8,43%) și rusă (4,21%).

## Vezi și
- Românii de la est de Nistru